# Serie A2 1983-1984 (pallacanestro maschile)
La prima categoria del campionato italiano di pallacanestro 1983-1984 è suddivisa in due serie: A1 ed A2. Nella seconda sono iscritte 16 squadre.
La prima fase prevede un girone all'italiana con partite di andata e ritorno. La vittoria vale 2 punti, la sconfitta 0, in caso di parità sono previsti i supplementari.
Alla seconda fase accedono le prime 4 squadre classificate, che oltre alla promozione in serie A1 per la stagione 1984-1985, hanno la possibilità di accedere ai play-off scudetto.
Le ultime 3 classificate invece retrocedono in serie B.
Restano ferme in serie A2 tutte le altre squadre.

## Stagione regolare

### Classifica
|  |     | Classifica finale 1983-1984    | Pt | G  | V  | P  | PtF  | PtS  |
|  | --- | ------------------------------ | -- | -- | -- | -- | ---- | ---- |
|  | 1.  | Cantine Riunite Reggio Emilia  | 46 | 30 | 23 | 7  | 2459 | 2297 |
|  | 2.  | Gedeco Udine                   | 40 | 30 | 20 | 10 | 2849 | 2801 |
|  | 3.  | Yoga Bologna                   | 38 | 30 | 19 | 11 | 2614 | 2510 |
|  | 4.  | Marr Rimini                    | 36 | 30 | 18 | 12 | 2413 | 2325 |
|  | 5.  | Carrera Venezia                | 36 | 30 | 18 | 12 | 2585 | 2529 |
|  | 6.  | Bartolini Brindisi             | 34 | 30 | 17 | 13 | 2610 | 2627 |
|  | 7.  | Mister Day Siena               | 34 | 30 | 17 | 13 | 2521 | 2469 |
|  | 8.  | Mangiaebevi Ferrara            | 32 | 30 | 16 | 14 | 2772 | 2804 |
|  | 9.  | Banca Popolare Reggio Calabria | 30 | 30 | 15 | 15 | 2579 | 2525 |
|  | 10. | Italcable Perugia              | 28 | 30 | 14 | 16 | 2760 | 2801 |
|  | 11. | Lebole Mestre                  | 28 | 30 | 14 | 16 | 2620 | 2660 |
|  | 12. | Benetton Treviso               | 28 | 30 | 14 | 16 | 2354 | 2344 |
|  | 13. | Cottorella Rieti               | 26 | 30 | 13 | 17 | 2589 | 2638 |
|  | 14. | American Eagle Vigevano        | 20 | 30 | 10 | 20 | 2637 | 2708 |
|  | 15. | Rapident Livorno               | 12 | 30 | 6  | 24 | 2404 | 2592 |
|  | 16. | Vicenzi Verona                 | 12 | 30 | 6  | 24 | 2381 | 2517 |

### Risultati
Lega Basket Tabellone Gare Serie A2

## Verdetti
- Promossa in serie A1:  - Cantine Riunite Reggio Emilia.
Formazione: Gaetano Portioli, Rudy Hackett, Giuseppe Brumatti, Fabrizio Farioli, Mario Ghiacci, Marco Gibertoni, Luciano Giumbini, Luca Melioli, Piero Montecchi, Orazio Rustichelli, Marco Sacchetti, Roosevelt Bouie. Giocatori svincolati o trasferiti: non disponibile. Allenatore: Gianfranco Lombardi.
- Promossa in serie A1:  - Gedeco Udine.
Formazione: Mauro Colussa, James Hardy, Lorenzo Bettarini, Michele Buosi, Tiziano Lorenzon, Claudio Luzzi Conti, Achille Milani, Paolo Neri, Carlo Scognamiglio, Giuseppe Valerio, Paolo Tomada, Massimiliano Emanueli, Piero Cudia, Andrea Castagnaviz, Marco Piceck, Dražen Dalipagić. Giocatori svincolati o trasferiti: non disponibile. Allenatore: Lajos Tóth.
- Promossa in serie A1:  - Yoga Bologna.
Formazione: Maurizio Borghese, Earl Williams, Alberto Ballestra, Marco Bergonzoni, Alessandro Caramori, Andrea Degl'Innocenti,  Donato Di Monte, Maurizio Gualco, Massimo Iacopini, Nino Pellacani, Luca Vicinelli, Giacomo Zatti, John Douglas. Allenatore: Andrea Sassoli (dal 10/02/1984), Francesco Zucchini (fino 10/02/1984), Rudy D'Amico (fino 02/11/1983).
- Promossa in serie A1:  - Marr Rimini.
Formazione: Alessandro Angeli, Ernst Wansley, Maurizio Benatti, Giorgio Cecchini, Umberto Coppari, Vinicio Mossali, Giorgio Ottaviani, Giampaolo Paci, Danilo Terenzi, Stefano Brighi, Luca Ioli, Gig Sims.  Allenatore: Piero Pasini.